# Johanna von Ghilany

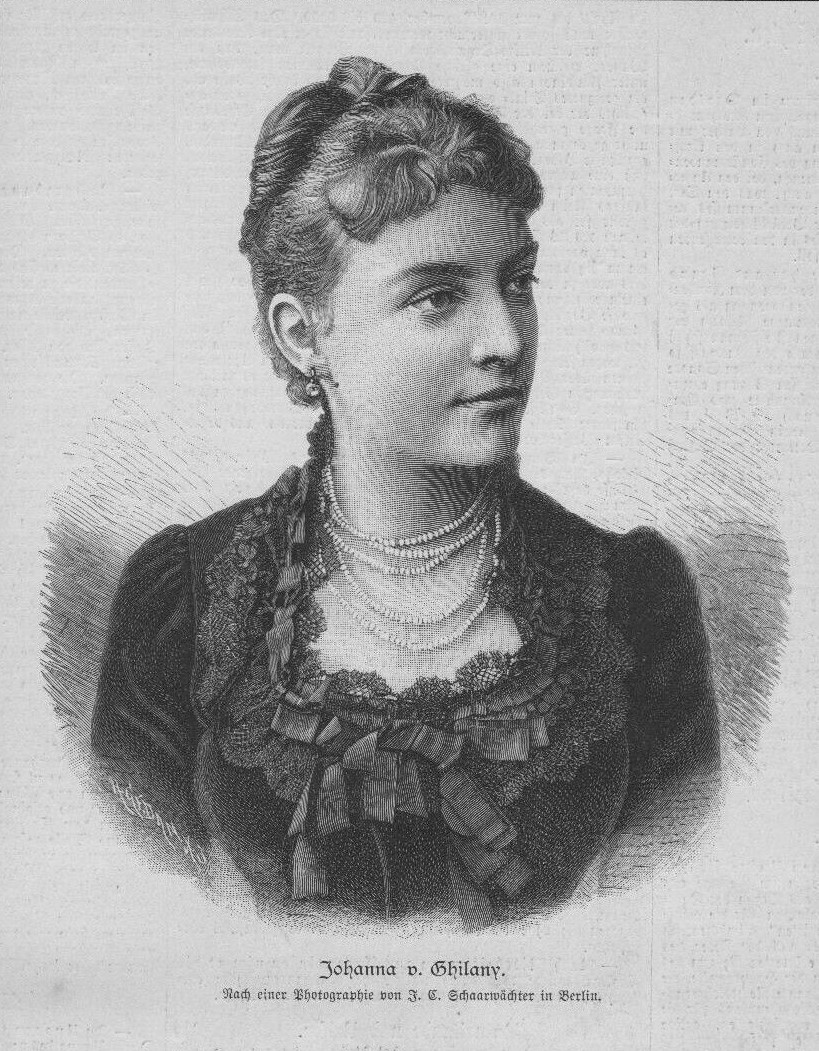
Johanna von Ghilany. Holzstich nach einer Photographie von J. C. Schaarwächter (1887)

Johanna von Ghilany (um 1862 in Wien – 7. Jänner 1888 in Charlottenburg) war eine österreichische Opernsängerin (Mezzosopran).

## Leben
Die Tochter eines Rittmeisters debütierte nach ihrer künstlerischen Ausbildung 1883 am Stadttheater Lübeck. Dort fiel sie 1884 Botho von Hülsen auf, der sie sofort an die
Berliner Hofoper engagierte. Dort sang sie noch im selben Jahr in der Uraufführung der Oper Hero von Ernst Frank mit. Dort scheint man ihr dann allerdings Aufgaben zugemutet zu haben, die ihre Leistungsfähigkeit überstiegen.
Jeder ihrer Auftritte war ein großer Erfolg, aber es entwickelte sich dabei bei ihr eine Lungenentzündung, bis sie 1886 zusammenbrach. Nachdem sie diese überstanden hatte, suchte sie Heilung in Italien, allerdings vergeblich. Trotz aufopfernder Pflege verstarb sie am 7. Jänner 1888, gerade einmal mit 25 Jahren in ihrer Wohnung in der Leibnizstraße 73 in Charlottenburg.
Beigesetzt wurde sie auf dem Berliner St.-Hedwig-Friedhof. Das Grabmal ist nicht erhalten.

## Rollen (Auswahl)
- Hero – Hero (Ernst Frank)
- Azucena – Troubadour (Giuseppe Verdi)
- Amneris – Aida (Giuseppe Verdi)
- Ortrud – Lohengrin (Richard Wagner)
- Katharina – Der Widerspenstigen Zähmung (Hermann Goetz)
- Eva – Die Meistersinger von Nürnberg (Richard Wagner)